# Парада (Браганса)
Парада (порт. Parada) — бывший район (фрегезия) в Португалии, входил в округ Браганса. Является составной частью муниципалитета Браганса. По старому административному делению входил в провинцию Траз-уж-Монтиш и Алту-Дору. Входил в экономико-статистический субрегион Алту-Траз-уш-Монтеш, который входит в Северный регион. Население составляло 604 человека на 2001 год. Занимал площадь 36,49 км².
При реорганизации 2012—2013 годов был объединён с Фаилде. 